# Stàraia Otrada
Stàraia Otrada (en rus: Старая Отрада) és un poble de Baixkíria, a Rússia, que en el cens del 2010 tenia 529 habitants. Pertany al districte de Iermolàievo.